# ناحیه باریسال
ناحیه باریسال (به لاتین: Barisal District) یک ناحیه در بنگلادش است که در استان باریسال واقع شده‌است.

## خصوصیات
ناحیه باریسال ۲٬۷۸۴٫۵۲ کیلومترمربع مساحت و ۲٬۳۲۴٬۳۱۰ نفر جمعیت دارد.